# Centkiewicz Hills
Centkiewicz Hills är en kulle i Antarktis. Den ligger i Östantarktis. Australien gör anspråk på området. Toppen på Centkiewicz Hills är 80 meter över havet.
Terrängen runt Centkiewicz Hills är huvudsakligen platt. Trakten är obefolkad. Det finns inga samhällen i närheten. 